# Euchaita
Euchaita est une cité byzantine, située dans le diocèse de l'Helénopont et dans le thème des Arméniaques, au nord de l'Asie Mineure. C'est une étape sur la route d'Ancyre à Amasée. Avec les invasions des Turcs à partir du XIIe siècle, la ville décline et se réduit à un village, Avhat ou Avkat. Aujourd'hui, le village turc de Beyözü se situe approximativement au niveau de l'antique Euchaita.

## Histoire

Carte de l'Asie Mineure au VIII, faisant figurer la cité d'Euchaita dans les Arméniaques.

Euchaita est connue comme lieu de pèlerinage dédiée au saint Théodore Tiron, mort en 306.
En matière religieuse, Euchaita est d'abord un evêché suffragant de la capitale régionale, Amasée. Ces circonscriptions sont rattachées au patriarcat de Constantinople. Au Ve siècle, la ville est un lieu d'exil régulier pour des autorités religieuses, à l'image du patriarche d'Antioche Pierre le Foulon ou de celui de Constantinople, Macédonius II en 512. En 515, elle est mise à sac par un raid des Sabires et doit être rebâtie et fortifiée. L'empereur Anastase est alors attentif à ce que ses défenses soient renforcées.
Euchaita devient un archevêché autocéphale au début du VIIe siècle, comme l'atteste la Notitia episcopatuum. En 615, la cité est ravagée par les Sassanides lors de la guerre perso-byzantine de 602-628, avant de subir les assauts du calife Muʿawiya Ier en 640. Elle finit par tomber aux mains des Arabes en 663 et fait l'objet d'un intense pillage, qui détruit l'église de Saint-Théodore. Les Arabes y passent l'hiver alors que la population doit fuir vers les forts byzantins des environs. Finalement, les Byzantins parviennent à la reprendre et à la rebâtir. En 810, les Musulmans y remportent une victoire et s'emparent du stratège du thème des Arméniaques.
Une hagiographie datée du VIIIe siècle ou du IXe siècle affirme que les reliques de Saint-Théodore sont à cette date à Amasée mais que les habitants d'Euchaita réclament leur transfert et s'appuient sur le testament supposé du saint qui aurait signifié le souhait d'être enterré à Euchaita. La cité devient un évêché de plein droit sous Léon VI le Sage (886-912) et le patriarche Photius de Constantinople  le classe au cinquante-et-unième rang dans l'ordre des évêchés métropolitains du patriarcat de Constantinople, avec quatre sièges suffragants : Gazala, Koutziagra, Sibiktos et Barianè, qui semblent disparaître dès le Xe siècle.  
En 972, Jean Ier Tzimiskès renomme la cité d'Euchanéia en Théodoropolis. Le lien entre cette ville et Euchaita est incertain. Après la bataille de Mantzikert en 1071, Euchaita se retrouve exposée aux raids des Seldjoukides et approximativement sur la frontière avec le sultanat de Roum qui contrôle l'intérieur de l'Anatolie au XIIe siècle. De ce fait, la ville décline progressivement avant d'être conquise par les Turcs.

## Sources
- (en) Alexander Kazhdan (dir.), Oxford Dictionary of Byzantium, New York et Oxford, Oxford University Press, 1991, 1re éd., 3 tom. (ISBN 978-0-19-504652-6 et 0-19-504652-8, LCCN 90023208)
- Jean Darrouzès, « Remarques sur des créations d'évêchés byzantins », Revue des études byzantines,‎ 1989, p. 209-237 (lire en ligne)
- Nicolas Oikonomidès, « Le dedoublement de Saint Theodore et les villes d'Euchaita et d'Euchaneia », Analecta Bollandiana, vol. 104,‎ 1986, p. 327-335
- (en) Frank Trombley, « The Decline of the Seventh-Century Town: The Exception of Euchaita », dans Byzantine Studies in Honor of Milton V. Anastos, Malibu, Californie, 1985, 65-90 p.